# Лионский университет
Лионский университет (фр.  L’universite de Lyon) — один из крупнейших университетов Франции, в котором обучается 156 000 студентов (20 000 иностранных студентов) на начало 2019 - 2020 учебного года. Университет насчитывает 11 членов-участников, основными из которых являются государственные Университет Клода Бернара Лион-1, который специализируется на исследованиях в области здравоохранения и естественных наук и насчитывает около 27 000 студентов; Университет Люмьера Лион-2, который специализируется на социальных науках и искусствах и насчитывает около 30 000 студентов; Университет Жана Мулена Лион-3, который специализируется на юриспруденции и гуманитарных науках и насчитывает около 20 000 студентов.

## История университета
Лионский университет отсчитывает свою историю с 1809 года, когда в Лионе были основаны факультеты филологии, естественных наук и теологии. В 1874-75 годах при университете открылись медицинский и правовой факультеты. В 1896 году все факультеты были объединены в единое структурное подразделение.
В 1960-х годах Лионский университет разделился на 2 университета. В составе Лионского университета-1 — факультет медицины тропических болезней, социальной медицины, стоматологический, сурдологии, сердечно-сосудистых заболеваний, промышленной фармакологии, центр медицинской генетики, школа лечебной гимнастики) и факультет естественных наук (отделение математики, физики, химии, биологии, наук о Земле, биодинамики, психопедагогики, ядерной физики, институты метеорологии и климатологии, финансовых и страховых наук, высшая школа химии, университетский научный коллеж Сент-Этьенн, морская биологическая станция, астрономическая обсерватория, научно-исследовательский центр математики и физики в Бейруте).
В составе Лионского университета-2 — факультет права и экономических наук (институты политических наук, экономических исследований, сравнительного права, административных наук, юридических исследований, труда и социального страхования, администрации и управления предприятиями, исследований народонаселения и международных отношений, юридических и экономических наук Луары, университетский коллеж права и экономических наук Сент-Этьенн) и факультет литературы и гуманитарных наук университетский технологический институт в Вийербанни).
В 1972 в Лионском университете обучалось свыше 22 тыс. студентов, работало более 1 тыс. преподавателей, в том числе около 200 профессоров. В университете 7 крупнейших специализированных библиотек.
В 1973 из Университета Люмьер выделился Университет Жана Мулена Лион-3.

## Знаменитые сотрудники
- Поль Азар — историк идей
- Виктор Гриньяр — лауреат Нобелевской премии, химик-органик
- Жиль Делёз — философ
- Режи́с Дебре́ — философ
- Фэвр, Жан Жозеф Огюстен Эрнест — физиолог
- Пашов, Петр Минков — лингвист.
- Эйххофф, Фредерик Гюстав — лингвист и филолог.